# سیارک ۶۸۰۰
سیارک ۶۸۰۰ (به انگلیسی: 6800 Saragamine، نامگذاری:1994UC) شش هزار و هشتصدمین سیارک کشف شده‌است که در ۲۹ اکتبر ۱۹۹۴ کشف شد.
قدر مطلق سیارک برابر ۱۳٫۰۰ است.